# 月背站
月背站（：／ Wolbae yeok */?）是大邱地鐵1號線沿線的一座地下車站，位於韓國大邱廣域市達西區辰泉洞。

## 車站結構
站體為2面2線側式月台的地下車站，候車月台設有月台幕門，並有4處出口。

### 月台配置
| 辰泉 ↑ |
| \| 上  |
| ↓ 上仁 |

| 月台 | 路線               | 目的地                         |
| ---- | ------------------ | ------------------------------ |
| 上行 | ●大邱都市铁道1号线 | 辰泉、大谷、花園、舌化椧谷方向 |
| 下行 | ●大邱都市铁道1号线 | 半月堂、中央路、安心方向       |

## 歷史
- 1997年11月26日：開通啟用。

## 車站周邊
- 月背市場
- 月背中學
- 婦幼醫院
- 月背郵局
- 月背派出所
- 月背農協中央支社
- 韓國通訊月背營業所
- 大邱銀行（朝鲜语：대구은행）月背營業部
- 國民銀行月背分行
- 韩亚银行月背站分行
- 友利銀行上仁洞分行
- 中小企業銀行月背分行
- 天主教大邱總教區月背聖堂

## 圖片

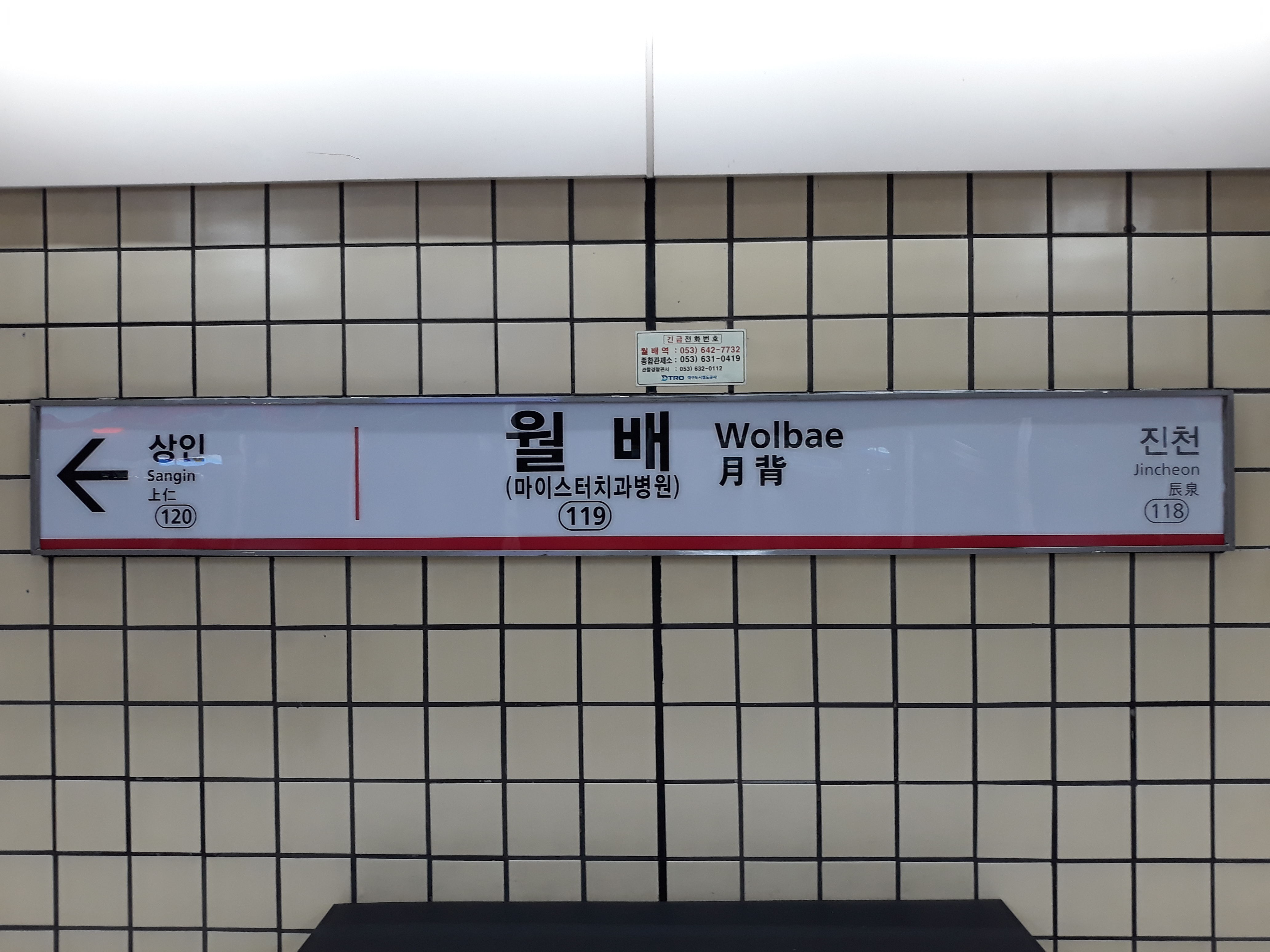
站名牌
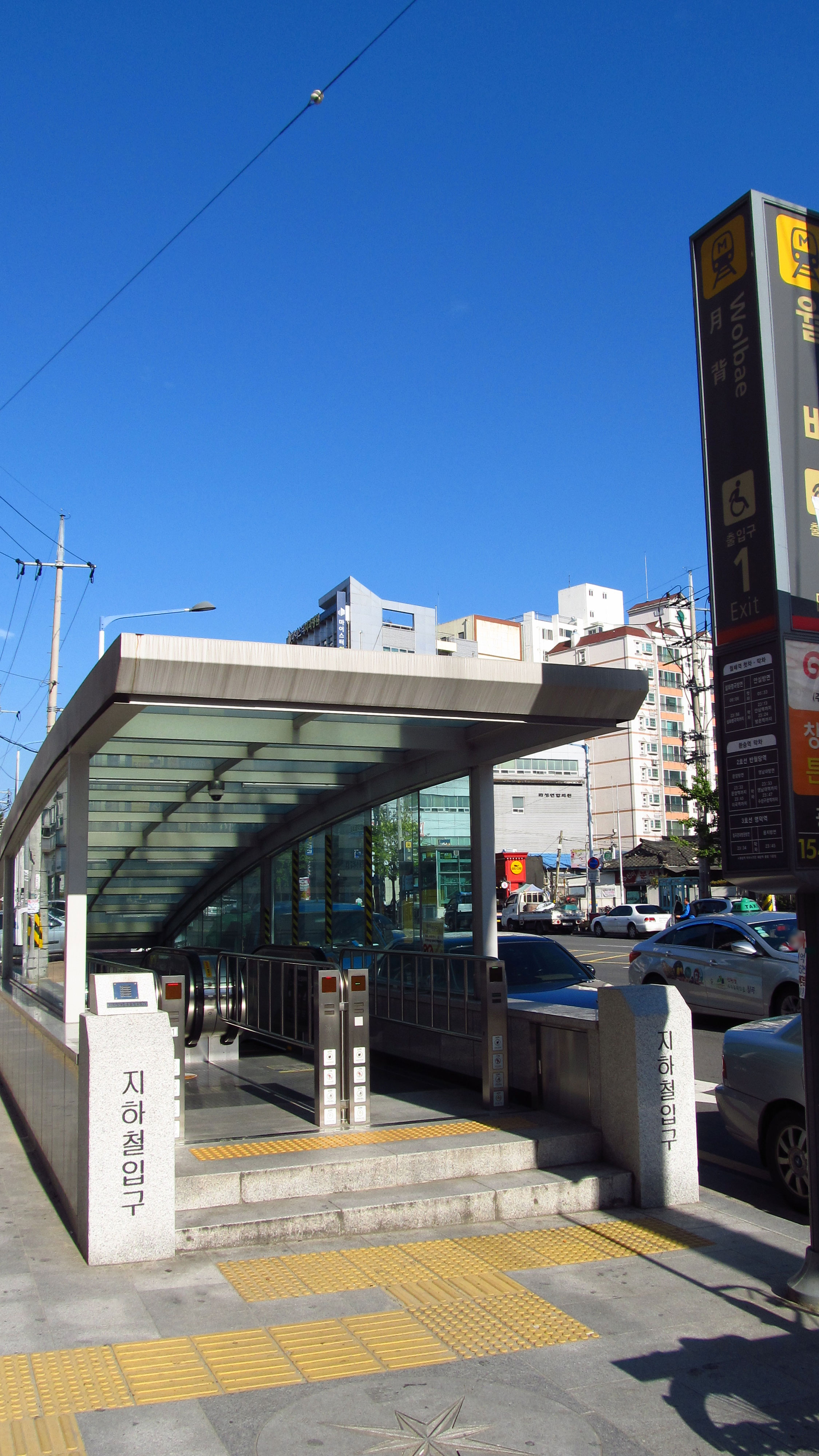
1號出口
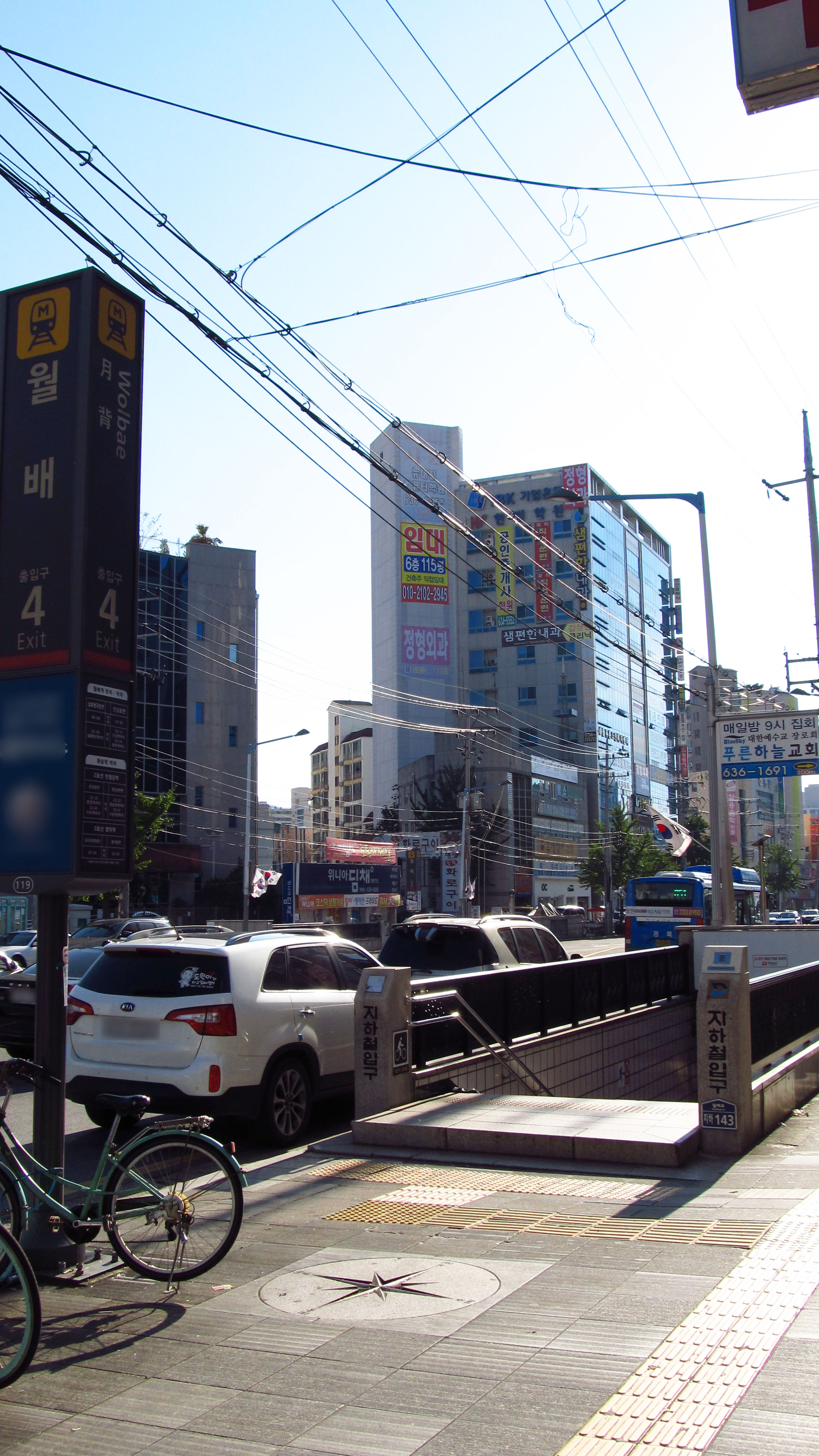
4號出口

## 相鄰車站
大邱都市鐵道公社
●大邱都市铁道1号线
辰泉（118）－月背（119）－上仁（120）